# WWE Draft

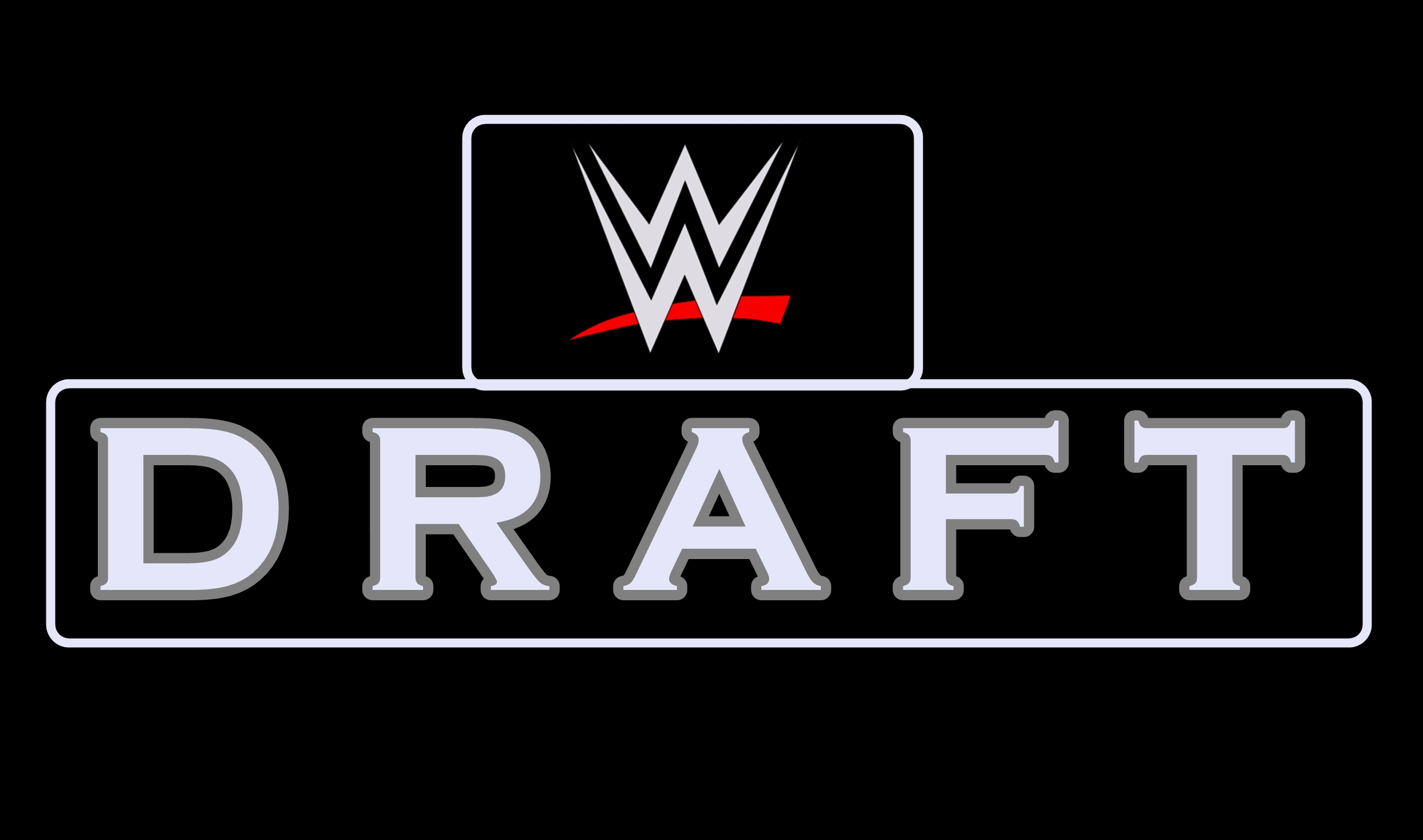
Logotipo de WWE Draft

WWE Draft es el nombre del proceso que realiza la empresa de lucha libre profesional WWE que consiste en intercambiar sus luchadores de una marca a otra con el fin de renovar sus planteles; en este participan principalmente Raw y SmackDown, y ocasionalmente su marca de desarrollo NXT. En versiones anteriores participaba la extinta marca de ECW.
El Draft era en un principio emitido exclusivamente en programa Raw, en un especial de 3 horas, sin embargo, luego de que SmackDown pasó a ser un evento en vivo, el Draft se dividió en ambos programas con la duración de un episodio regular. El 19 de julio de 2016 este marcaría un nuevo proceso para la reasignación de marcas, que en storyline consistiría en negociaciones entre las figuras de autoridad de cada marca, los gerentes y comisionados. En 2017 su nombre sería cambiado a Superstar Shake-Up, en esa edición el intercambio consistía en la repentina aparición de los luchadores en el programa de la marca asignada.

## Historia
- En 2002 WWE inició un proceso llamado Brand Extension con el objetivo de separar y ofrecer distintas marcas que son RAW y SmackDown!
- El primer Draft que se realizó en WWE fue en 2004, con el tema de WrestleMania XX, "Where it all Begins Again," Mr. McMahon anunció la primera edición en la historia de WWE, diciendo: "Es la hora de que las cosas vuelvan a subir." Se celebró el 22 de marzo en una edición de RAW y fue entre las marcas RAW y SmackDown!.
- En junio de 2005, Mr. McMahon anunció una segunda edición del Draft, diciendo que se celebraría en junio. En esta edición se realizaron sorteos y se daban a conocer en los resultados en las ediciones semanales. El primer resultado se dio a conocer el 6 de junio en RAW y el último se dio a conocer el 28 de junio en SmackDown!. Fue además, el primer draft en que un campeón se cambia de marca, llevándose consigo el campeonato que ostente. En aquel Draft, John Cena se llevó el Campeonato de WWE a RAW, luego de que la marca roja, lo escogió como su primera selección. Semanas después y luego de que Cena retuvo su título en un PPV, Batista se llevó el Campeonato Mundial de Peso Pesado a SmackDown!, luego de la marca azul lo escogió como su última selección.
- El 28 de mayo de 2007, Shane McMahon anunció la tercera edición del Draft, siendo el primer Draft entre las tres marcas: RAW, SmackDown! y ECW. Se celebró el 11 de junio en RAW.
- El 23 de junio de 2008 en RAW se celebró la cuarta edición del Draft y fue entre las tres marcas: RAW, SmackDown! y ECW.
- El 13 de abril de 2009 en RAW se realizó la quinta edición del Draft, entre las marcas RAW, SmackDown! y ECW. Esta fue la edición del Draft con más transferencias en la historia de WWE.
- El 26 de abril de 2010 en RAW se realizó la sexta edición del Draft y fue la primera entre RAW y SmackDown! desde 2005 debido al cierre de ECW.
- El 25 de abril de 2011 en RAW, se realizó la séptima edición del Draft, siendo entre las marcas RAW y SmackDown!.
- El 25 de mayo de 2016, se anunció que debido a que SmackDown, se modificó a los martes y una transmisión en vivo a partir del 19 de julio, que requiere una extensión de marca, WWE anunció que el proyecto, iba a volver finalmente.[1]
- El 10 y 11 de abril de 2017 en RAW y SmackDown Live respectivamente, el draft cambiará de nombre y se llamará Superstar Shake-up (Draft de la Nueva Era) y si bien Raw y Smackdown Live intercambiarán rostros de sus elencos e incorporarán algunos rostros de NXT, la única diferencia con respectos de las ediciones anteriores del Draft, es que los campeones en curso de Raw y Smackdown Live, no podrán cambiarse de marca.
- El 15 y 16 de abril de 2019 en RAW y SmackDown Live respectivamente, se realizará una nueva edición de WWE Superstar Shake-up, aunque esta vez será internacional, ya que ambos programas de esas fechas, se realizarán en Montreal, Canadá; lo que será la primera vez que un Draft de WWE, se realizará fuera de Estados Unidos.
- Tras 2 Drafts realizadas en plena Pandemia de Covid-19, Triple H anunció el regreso del WWE Draft, el 7 de abril de 2023 en Friday Night SmackDown. Eso sí, el WWE Draft 2023 se realizarán el 28 de abril de 2023, precisamente en la marca azul y el 1 de mayo de 2023 en Monday Night Raw y serán elegibles las superestrellas de las 3 marcas (Raw, SmackDown y NXT (en el caso de esta última marca, sus superestrellas seleccionadas serán transferidas a Raw o SmackDown), tal como en las últimas ediciones, aparte de que la marca roja y la marca azul, intercambien superestrellas al ser elegidos).
- Durante su participación como invitado, en el programa de podcast de Logan Paul, el gerente de operaciones de WWE Triple H, reveló que el Draft 2024 puede llevarse a cabo. Finalmente, la empresa confirmó oficialmente que el WWE Draft 2024, se realizarán el 26 de abril de 2024, precisamente en la marca azul y el 29 del mismo mes en Monday Night Raw y serán elegibles las superestrellas de las 3 marcas (Raw, SmackDown y NXT) (en el caso de esta última marca, sus superestrellas seleccionadas serán transferidas a Raw o SmackDown, tal como en las últimas ediciones, aparte de que la marca roja y la marca azul, intercambien superestrellas al ser elegidos).

## Lista de Drafts
| Año  | Marcas                    | Fecha                              | Notas |
| ---- | ------------------------- | ---------------------------------- | --- |
| 2002 | Raw vs. SmackDown         | 25 de marzo de 2002                | Luego de adquirir los derechos de la World Championship Wrestling (WCW) y Extreme Championship Wrestling (ECW), la WWF se vio obligada a dividir su personal en dos bandos, debido al inmenso personal a su haber, siendo redirigidos tanto como a Raw y SmackDown!. Los propietarios de ese entonces, Ric Flair y Vince McMahon realizaron una lotería para definir a los luchadores que formarían parte de Raw o de SmackDown!, siendo llamado a este suceso como "Draft", el cual consistía en que en un episodio el plantel completo se viera entre los posibles a transferirse a uno de estos bandos. The Rock fue adquirido por SmackDown! siendo el primero en ser adquirido por un bando, mientras que luego The Undertaker fue adquirido por Raw en la primera adquisición de este bando. A Stone Cold Steve Austin se le permitió escoger a que bando elegir. |
| 2004 | Raw vs. SmackDown         | 22 de marzo de 2004                | Fue reactivado por el título de WrestleMania XX del "Where it all begins again" ("Donde todo comienza de nuevo"), Vince McMahon anunció un nuevo draft de tipo lotería, dejando establecido como un "nuevo WWE". Cada gerente general recibió seis luchadores. |
| 2005 | Raw vs. SmackDown         | 6 de junio de 2005                 | A diferencia de los anteriores "Draft" de los cuales tenían sucesos en una sola noche, este "Draft" fue acogido durante todo el mes de junio. Cada gerente general recibió cinco luchadores al azar. Durante el draft, SmackDown! se quedó sin un Campeonato Mundial, ya que Raw incorporó a sus filas, al entonces Campeón de la WWE John Cena, quien poseía el Campeonato de la WWE. Sin embargo, una semana después del evento Vengeance, SmackDown! adquirió desde el programa Raw a Batista, quien poseía el Campeonato Mundial Peso Pesado. |
| 2006 | ECW                       | 29 de mayo de 2006                 | No hubo un draft oficial en 2006. Pero debido a la existencia de la nueva marca ECW, WWE tomó a Paul Heyman como representante de ECW para la adquisición de un luchador de Raw y otro de SmackDown!. |
| 2007 | Raw vs. SmackDown vs. ECW | 11 de junio de 2007                | Fue el primer Draft con tres marcas en cuestión, en donde el personal de las tres marcas estuvieron en juego de ser cambiados a cualquiera de las ya nombradas. A diferencia del pasado, en donde los Gerentes Generales escogían a un límite de luchadores al azar, esta vez las adquisiciones se daban con los resultados de las luchas dadas en el episodio de transmisión del draft, en donde los ganadores de una marca le adjudicaban a la marca que representaban una adquisición al azar de las dos restantes marcas. Tuvo lugar el 11 de junio en un episodio especial de tres horas en Raw. |
| 2008 | Raw vs. SmackDown vs. ECW | 23 de junio de 2008                | Fue la segunda vez consecutiva en que tres marcas estuviesen involucradas en el draft, además de las adquisiciones dependiendo de los resultados de los representantes de cada marca. Durante la lotería, tres campeonatos fueron cambiados en el proceso, entre ellos los 2 campeonatos mundiales. Tuvo lugar el 23 de junio en un episodio especial de tres horas en Raw. |
| 2009 | Raw vs. SmackDown vs. ECW | 13 de abril de 2009                | Fue la tercera vez consecutiva en que tres marcas estuviesen involucradas en el draft, además de las adquisiciones dependiendo de los resultados, de los representantes de cada marca. La lotería dejó como resultado a 12 luchadores adquiridos por distintas marcas respectivamente, de los cuales todos fueron vistos por televisión, y tuvo lugar el 13 de abril en un episodio especial de tres horas en Raw. Otros 24 luchadores fueron adquiridos en un draft suplementario el 15 de abril, aunque sin una transmisión televisada. Además, por segundo draft consecutivo, los 2 campeonatos mundiales cambiaron de marca |
| 2010 | Raw vs. SmackDown         | 26 de abril de 2010                | El Richmond Coliseum fue confirmado como el lugar a realizarse el draft del 2010, emitido en vivo en un episodio de Raw el 26 de abril. El draft consistió además en las adquisiciones dependiendo de los resultados de los representantes de cada marca. La lotería dejó como resultado a 8 luchadores adquiridos entre las marcas Raw y SmackDown. Un draft suplementario se realizó el 27 de abril, en donde otros 13 luchadores fueron adquiridos. Este draft no contó con la marca ECW debido a su cancelación, la cual emitió su último episodio el 23 de febrero de 2010. |
| 2011 | Raw vs. SmackDown         | 25 de abril de 2011                | El 18 de abril WWE, USA Network, y la RBC Center confirmaron la realización del draft de 2011 draft, a realizarse el 25 de abril desde Raleigh, Carolina del Norte. El draft consistió además en las adquisiciones dependiendo de los resultados de los representantes de cada marca. La lotería dejó como resultado a 8 luchadores adquiridos entre las marcas Raw y SmackDown. Un draft suplementario se realizó el 27 de abril, en donde otros 22 luchadores, fueron adquiridos siendo anunciados por WWE.com. Este fue el último draft, de lo que fue la extensión de bandas desde 2002. |
| 2016 | SmackDown Live            | 19 de julio de 2016                | Se anunció el 25 de mayo de 2016, que el draft se realizaría una vez más el 19 de julio, debido al nuevo horario establecido para SmackDown, en donde dicha marca compartía al personal de la WWE con Raw, para retornar el concepto de luchadores exclusivos por cada marca, siendo estas precisamente Raw y SmackDown. |
| 2017 | Raw y SmackDown Live      | 10 y 11 de abril de 2017           | Se anunció el 3 de abril de 2017 en el programa Raw (mismo día en que Mr. McMahon designó a Kurt Angle, como nuevo gerente general de Raw), que el draft cambiará de nombre y se llamará WWE Superstar Shake-up, que se refiere al "Draft de la Nueva Era" y se realizarán el 10 de abril de 2017, en el programa Monday Night Raw y el 11 de abril en el programa SmackDown Live. En ese draft, los gerentes generales de Raw y SmackDown Live, elegirán un número determinado de Superestrellas de la marca rival y de NXT, para incorporarlos a sus respectivos elencos, los campeones en curso de Raw y SmackDown Live, no podrán cambiarse de marca y los gerentes generales de Raw y SmackDown Live, podrán “bloquear” ciertas Superestrellas, para mantenerlas en el elenco de su actual marca.                                                                  |
| 2018 | Raw y SmackDown Live      | 16 y 17 de abril de 2018           | Se anunció el 9 de abril de 2018 en el programa Raw, se realizarán el 16 de abril de 2018, en el programa Monday Night Raw y el 17 de abril en el programa SmackDown Live. En ese draft, los gerentes generales de Raw y SmackDown Live, elegirán un número determinado de Superestrellas de la marca rival y de NXT, para incorporarlos a sus respectivos elencos, los campeones en curso de Raw y SmackDown Live, no podrán cambiarse de marca y los gerentes generales de Raw y SmackDown Live, podrán “bloquear” ciertas Superestrellas, para mantenerlas en el elenco de su actual marca. |
| 2019 | Raw y SmackDown Live      | 15 y 16 de abril de 2019           | Se anunció el 8 de febrero de 2019 y se realizarán el 15 de abril de 2018, en el programa Monday Night Raw y el 16 de abril en el programa SmackDown Live. Si bien ambos programas de esas fechas, se realizarán en el Centre Bell de Montreal, Canadá, lo que será la primera vez en la historia, que un Draft de la WWE, se realizará fuera de Estados Unidos, la familia McMahon que tiene el control de Raw y Smackdown Live al mismo tiempo, elegirán un número determinado de Superestrellas de Raw y de Smackdown Live, que se cambian de programa y un número determinado de Superestrellas de NXT, para incorporarlos a sus respectivos elencos. Eso sí, en cuanto a los campeones, solamente los campeones femeninos individuales y los campeones masculinos en parejas de Raw y Smackdown Live, no podrán cambiarse de marca.                                |
| 2019 | SmackDown y Raw           | 11 y 14 de octubre de 2019         | Se anunció el 15 de septiembre de 2019 y se realizarán el 11 de octubre de 2019, en el programa Friday Night Smackdown y el 14 del mismo mes, en el programa Monday Night Raw. |
| 2020 | SmackDown y Raw           | 9 y 12 de octubre de 2020          | Se anunció el 27 de septiembre de 2020, en el evento WWE Clash of Champions y se realizarán el 9 de octubre de 2020, en el programa Friday Night Smackdown y el 12 del mismo mes, en el programa Monday Night Raw. |
| 2021 | SmackDown y Raw           | 1 y 4 de octubre de 2021           | Se anunció el 13 de septiembre de 2021, en Monday Night Raw y se realizarán el 1 de octubre de 2021, en el programa Friday Night Smackdown y el 4 del mismo mes, en el programa Monday Night Raw. |
| 2023 | Raw, SmackDown y NXT      | 28 de abril y el 1 de mayo de 2023 | Triple H anunció el regreso del WWE Draft, luego de un año sin realizarse, el 7 de abril de 2023 en Friday Night Smackdown. Para el WWE Draft 2023, que se realizarán el 28 de abril de 2023 en Friday Night Smackdown y el 1 de mayo de 2023 en Monday Night Raw, serán seleccionados las superestrellas de las 3 marcas (Raw, SmackDown y NXT (en el caso de NXT, las superestrellas seleccionadas de esa marca, serán transferidos a Raw o SmackDown, tal como en las últimas ediciones). |
| 2024 | Raw, SmackDown y NXT      | 26 y 29 de abril de 2024           | Durante su participación como invitado, en el programa de podcast de Logan Paul; Triple H reveló que el Draft 2024 puede llevarse a cabo. Para el WWE Draft 2024, que se realizarán el 26 de abril de 2024 en Friday Night Smackdown y el 29 de abril de 2024 en Monday Night Raw, serán seleccionados las superestrellas de las 3 marcas (Raw, SmackDown y NXT (en el caso de NXT, las superestrellas seleccionadas de esa marca, serán transferidos a Raw o SmackDown, tal como en las últimas ediciones). |

## Cambios en los campeonatos
Si un campeón era cambiado de marca durante el Draft, el campeón se llevaría el campeonato consigo, pasando a ser un campeonato exclusivo de la marca asignada. Sin embargo, si un campeón perdía el campeonato ante un luchador de otra marca, el campeonato volvería a cambiar de marca. Desde el Draft 2008, si un campeón era transferido y tenía una lucha pactada por su campeonato, no importa si era de otra marca el rival, la lucha quedaba intacta. Además, si un campeón era transferido, pero la marca se quedaba sin títulos, el campeón se cambiaba pero el campeonato volvía a la marca original y se quedaba vacante. Esto sucedió en el Draft 2007, cuando el Campeón Mundial de ECW Bobby Lashley fue transferido de ECW a RAW y como ECW no tenía campeonatos, el campeonato quedó vacante en ECW. Los campeonatos también podían cambiar de marca junto a su campeón, esto sucedió en la edición del 2008, cuando Melina la Campeona femenina de WWE, se intercambió con Maryse quien era la Campeona de Divas de WWE.

## Draft Suplementario
El Draft Suplementario se realizaba desde el Draft 2007. Era un Draft para los luchadores menos conocidos que no habían cambiado de marca en el Draft emitido en televisión. El Draft suplementario se solía dar un día después del Draft y se hacía en la página oficial de WWE, en 2016 el Draft Suplementario se transmitió por WWE Network. En ediciones posteriores los cambios podrían ser anunciados en las redes sociales de WWE o pequeñas promos durante el show.